# Orrville
|  | Per a altres significats, vegeu «Orrville (Ohio)». |

Orrville és una població dels Estats Units a l'estat d'Alabama. Segons el cens del 2000 tenia 230 habitants.

## Demografia
Segons el cens del 2000, Orrville tenia 230 habitants, 105 habitatges, i 59 famílies. La densitat de població era de 86,2 habitants/km².
Dels 105 habitatges en un 20% hi vivien nens de menys de 18 anys, en un 42,9% hi vivien parelles casades, en un 10,5% dones solteres, i en un 42,9% no eren unitats familiars. En el 41,9% dels habitatges hi vivien persones soles el 19% de les quals corresponia a persones de 65 anys o més que vivien soles. El nombre mitjà de persones vivint en cada habitatge era de 2,19 i el nombre mitjà de persones que vivien en cada família era de 3,03.
Per edats la població es repartia de la següent manera: un 19,6% tenia menys de 18 anys, un 7% entre 18 i 24, un 26,1% entre 25 i 44, un 26,1% de 45 a 60 i un 21,3% 65 anys o més.
L'edat mediana era de 43 anys. Per cada 100 dones hi havia 88,5 homes. Per cada 100 dones de 18 o més anys hi havia 85 homes.
La renda mediana per habitatge era de 28.571 $ i la renda mediana per família de 31.719 $. Els homes tenien una renda mediana de 29.583 $ mentre que les dones 30.000 $. La renda per capita de la població era de 15.418 $. Aproximadament el 9,9% de les famílies i el 15,7% de la població estaven per davall del llindar de pobresa.

## Poblacions properes
El següent diagrama mostra les poblacions més properes.